# Arctia leucorhabda
Arctia leucorhabda là một loài bướm đêm thuộc phân họ Arctiinae, họ Erebidae.